# Molde Fotballklubb 1988
Questa voce raccoglie le informazioni riguardanti il Molde Fotballklubb nelle competizioni ufficiali della stagione 1988.

## Rosa
| N. |                     | Ruolo | Calciatore           |
| -- | ------------------- | ----- | -------------------- |
|    | Norvegia (bandiera) | P     | Stig Engen           |
|    | Norvegia (bandiera) | P     | Thor André Olsen     |
|    | Norvegia (bandiera) | D     | Knut Hallvard Eikrem |
|    | Norvegia (bandiera) | D     | Tor Hagbø            |
|    | Norvegia (bandiera) | D     | Stein Olav Hestad    |
|    | Norvegia (bandiera) | D     | Ulrich Møller        |
|    | Norvegia (bandiera) | D     | Sindre Rekdal        |
|    | Norvegia (bandiera) | D     | Geir Sperre          |
|    | Norvegia (bandiera) | D     | Andre Sylte          |

| N. |                     | Ruolo | Calciatore       |
| -- | ------------------- | ----- | ---------------- |
|    | Norvegia (bandiera) | C     | Torbjørn Evensen |
|    | Norvegia (bandiera) | C     | Kjetil Rekdal    |
|    | Norvegia (bandiera) | C     | Finn Renna       |
|    | Norvegia (bandiera) | C     | Ole Erik Stavrum |
|    | Norvegia (bandiera) | C     | Ronald Wenaas    |
|    | Norvegia (bandiera) | A     | Jan Berg         |
|    | Norvegia (bandiera) | A     | Jostein Flo      |
|    | Norvegia (bandiera) | A     | Øystein Neerland |
|    | Norvegia (bandiera) | A     | Rune Sunde       |

## Risultati

### Campionato

#### Girone di andata
| Bryne 30 aprile 1988 | Bryne | 0 – 0 | Molde | Bryne Stadion |

| Haugesund 8 maggio 1988 | Molde | 1 – 1 | Sogndal | Haugesund Stadion |

| Bergen 15 maggio 1988 | Brann | 1 – 4 | Molde | Brann Stadion |

| Molde 12 maggio 1988 | Molde | 0 – 0 | Lillestrøm | Molde Stadion |

| Ålesund 23 maggio 1988 | Rosenborg | 4 – 2 | Molde | Kråmyra Stadion |

| Haugesund 29 maggio 1988 | Molde | 1 – 0 | Djerv 1919 | Haugesund Stadion |

| Narvik 5 giugno 1988 | Tromsø | 1 – 0 | Molde | Narvik Stadion |

| Molde 19 giugno 1988 | Molde | 1 – 1 | Moss | Molde Stadion |

| Fåberg 26 giugno 1988 | Strømmen | 0 – 0 | Molde | Jorekstad Stadion |

| Molde 3 luglio 1988 | Molde | 2 – 2 | Vålerengen | Molde Stadion |

| Stavanger 10 luglio 1988 | Kongsvinger | 0 – 0 | Molde | Stavanger Stadion |

#### Girone di ritorno
| Molde 24 luglio 1988 | Molde | 6 – 2 | Bryne | Molde Stadion |

| Tromsø 31 luglio 1988 | Sogndal | 1 – 1 | Molde | Alfheim Stadion |

| Alvdal 7 agosto 1988 | Molde | 2 – 0 | Brann | Steimoegga Stadion |

| Hamar 14 agosto 1988 | Lillestrøm | 0 – 1 | Molde | Briskeby Gressbane |

| Molde 21 agosto 1988 | Molde | 2 – 4 | Rosenborg | Molde Stadion |

| Kristiansand 28 agosto 1988 | Djerv 1919 | 0 – 1 | Molde | Kristiansand Stadion |

| Alvdal 4 settembre 1988 | Molde | 0 – 0 | Tromsø | Steimoegga Stadion |

| Moss 11 settembre 1988 | Moss | 0 – 2 | Molde | Melløs Stadion |

| Alvdal 25 settembre 1988 | Molde | 3 – 0 | Strømmen | Steimoegga Stadion |

| Trondheim 2 ottobre 1988 | Vålerengen | 0 – 2 | Molde | Lerkendal Stadion |

| Molde 9 ottobre 1988 | Molde | 4 – 1 | Kongsvinger | Molde Stadion |

### Coppa di Norvegia
|  | Surnadal | 0 – 4 | Molde |  |

|  | Molde | 2 – 0 | Spjelkavik |  |

|  | Clausenengen | 3 – 4 | Molde |  |

|  | Alvdal | 0 – 2 | Molde |  |

|  | Molde | 1 – 2 (d.t.s.) | Rosenborg |  |

### Coppa UEFA
|  | Molde | 0 – 0 | Waregem |  |

|  | Waregem | 5 – 1 | Molde |  |